# Tarabai del Imperio maratha
Maharani Tarabai (महाराणी ताराबाई en maratí; 1675-1761) fue una emperatriz regente del Imperio Maratha, un antiguo imperio en la actual India. Su marido fue el Chhatrapati (emperador) Rajaram, hijo de Shivaji. Tarabai era la hija del famoso general maratha Hambirao Mohite. También era la sobrina de Soyarabai, la segunda esposa de Shivaji, siendo por tanto Tarabai prima de su esposo Rajaram.
A la muerte de Rajaram en marzo de 1700, proclamó a su pequeño hijo, Shivaji II, como sucesor y a ella misma como regente. Como tal, continuó la lucha contra los mogoles. Tarabai era experta en movimientos de caballería, y se encargaba de las estrategias ella misma durante las batallas. Dirigió personalmente la guerra y continuó la insurgencia contra los mogoles. Una tregua fue ofrecida a los mogoles de tal manera que fue rechazada de inmediato por el emperador mogol, y Tarabai continuó la resistencia maratha.
En 1705, los marathas cruzaron el río Narmada e hicieron pequeñas incursiones logrando entrar en Malwa, teniendo que retirarse de inmediato por la noticia de la muerte del emperador mogol Aurangzeb, que había muerto en Kulabad, Aurangabad. Esta acción fue decisiva ya que los mogoles perdieron su posición prominente en el subcontinente indio, logrando el imperio maratha emerger como pueblo victorioso. De los años 1700-1707, Jadunath Sarkar opinó: "Durante este periodo, la fuerza suprema en Maharashtra no fue ningún ministro sino la reina viuda Tara Bai Mohite. Su genio administrativo y su fuerza de carácter salvaron a la nación de esta terrible crisis". 
Para dividir el ataque mahrata, los mogoles liberaron a Shahuji, hijo de Shambaji y sobrino de Tarabai, bajo ciertas condiciones. De inmediato desafió a Tarabai y Shivaji II por el liderazgo sobre la nación mahrata. Shaju finalmente prevaleció debido a su posición legal y Tarabai fue dejada de lado. Entonces ella estableció una corte rival en Kolhapur en 1709, pero fue depuesta por la otra viuda de Rajaram, Rajasabai, quien puso a su propio hijo, Shambaji II, en el trono. Tarabai y Shivaji II fueron encarcelados por el nuevo soberano. Shivaji II falleció en 1726. Tarabai luego se reconcilió con Shahuji en 1730 y se fue a vivir a Satara, pero sin ningún poder político.
Tarabai murió en 1761 a los 85 años de edad.